# Stazione di Dimaro-Presson
La stazione di Dimaro-Presson è una stazione ferroviaria della linea Trento-Malé-Mezzana che si trova nel comune di Dimaro Folgarida.
La gestione degli impianti è affidata a Trentino Trasporti.

## Architettura
Il fabbricato viaggiatori è di stile moderno è stato infatti aperto insieme al resto della stazione il 5 maggio 2003. 
È un edificio prevalentemente il legno e in muratura ad eccezione del tetto e della pensilina che sono in metallo.

## Caratteristiche
La stazione dispone di due binari: il secondo è di corsa mentre il primo viene usato per le eventuali precedenze.
Entrambi i binari sono serviti da banchina e sono collegati fra loro tramite una passerella in cemento.
Sulla banchina del binario 1 sono presenti numerose panchine sia sotto la pensilina che fuori.
Ci sono alcuni monitor che visualizzano gli arrivi, le partenze e gli eventuali ritardi dei treni.

## Servizi
La stazione dispone dei seguenti servizi:
- Fermata autobus[1]
- Sala d'attesa[1]
- Servizi igienici[1]